# Диамбу, Мамади
Мамади́ Диамбу́ (фр. Mamady Diambou; 11 ноября 2002, Бамако) — малийский футболист, полузащитник австрийского клуба «Ред Булл» и сборной Мали.

## Карьера
Мамади — уроженец Мали, воспитанник местной команды «Гидарс». Был обнаружен скаутами «Ред Булла» и в январе 2021 года подписал с клубом четырёхлетний контракт, покинув родную страну. Сразу же после оформления трансфера был отправлен в фарм-клуб «Зальцбурга» - «Лиферинг». 19 февраля 2021 года защитник дебютировал во второй австрийской лиге в поединке против «Блау-Вайсс», выйдя в стартовом составе и будучи заменённым на 87-й минуте. Всего в дебютном сезоне Мамади сыграл 14 игр, забил 1 мяч, поразив 10 апреля 2021 ворота «Лафница». Вместе с командой завоевал второе место.
Подготовку к сезону 2021/2022 Диамбу проводил вместе с основной командой, однако после вернулся обратно в «Лиферинг». 22 сентября, после возвращения в «Ред Булл», дебютировал за команду в Кубке Австрии в поединке против Кальсдорфа, выйдя на замену после перерыва вместо Расмуса Кристенсена. 3 октября 2021 года Мамади дебютировал в чемпионате Австрии поединком против «ЛАСКа», выйдя на поле на замену на 77-й минуте вместо Мохамеда Камара.

## Статистика выступлений
| Клуб             | Сезон            | Лига             | Лига  | Лига | Кубок | Кубок | Междунар. | Междунар. | Всего | Всего |
| Клуб             | Сезон            | Лига             | Матчи | Голы | Матчи | Голы  | Матчи     | Голы      | Матчи | Голы  |
| ---------------- | ---------------- | ---------------- | ----- | ---- | ----- | ----- | --------- | --------- | ----- | ----- |
| Лиферинг         | 2020/2021        | Вторая лига      | 14    | 1    | 0     | 0     | 0         | 0         | 14    | 1     |
| Лиферинг         | 2021/2022        | Вторая лига      | 9     | 0    | 0     | 0     | 0         | 0         | 9     | 0     |
| Ред Булл         | 2021/2022        | Бундеслига       | 1     | 0    | 1     | 0     | 0         | 0         | 2     | 0     |
| Всего за карьеру | Всего за карьеру | Всего за карьеру | 24    | 1    | 1     | 0     | 0         | 0         | 25    | 1     |